# Gotland
Gotland a Balti-tenger legnagyobb szigete. Svédországhoz tartozik. A Skandináv-félszigettől 90 km-re keletre, a balti államoktól nyugatra (illetve északnyugatra) található, közülük legközelebb hozzá a tőle mintegy 130 kilométerre keletre fekvő Lettország van.

## Földrajz
A sziget területe 3140 km²; partvonala mintegy 800 km hosszú. Legnagyobb települése, Gotland megye és község székhelye a sziget középső nyugati partján található, 22 600 lakosú egykori Hanza-város Visby.
A sziget geológiailag szilur kori üledékes kőzetekből, főleg mészkőből és márgából áll.

### Éghajlat
A napsütéses órák száma mintegy 2000 évente. Az éves csapadékmennyiség 500–600 mm körül alakul. A napi középhőmérséklet júliusban és augusztusban eléri a 17 °C-ot.

## Története
Történelmét alapvetően földrajzi helyzete formálta. A Balti-tenger stratégiai fontosságú szigeteként a hajózás fellendülésekor, a viking korban rendkívül meggazdagodott a kereskedelemből és az akkoriban azzal szorosan összefüggő kalózkodásból. Sokáig független volt, de szoros kapcsolatok fűzték Svédországhoz. 1361-ben Dánia foglalta el, és csak 1645-ben lett Svédország része.
A jégkorszak után, i. e. 10000 körül, a skandináviai jégtömeg elolvadása idején a sziget még sokáig víz alatt volt. Később azonban a tengerszint változása miatt magasan, a mainál sokkal jobban kiemelkedett, és az újkőkorban erdő borította, jó megtelepedési lehetőséget biztosítva az embereknek, akik halászattal és fókavadászattal foglalkoztak. A legrégebbi feltárt települési maradványok 9200 évesek.
Gotlandon mintegy 42 000 régészeti lelet ismeretes az újkőkorszakból, a bronz- és vaskorszakból és a korai középkorból. A rúnakövek Gotlandon jóval korábban jelentek meg, mint a svéd szárazföldön. Az első ilyen ismert síremlék i. sz. 300 körül készült, Stånga közelében találták és tartalmazza a rúnaírás teljes ábécéjét. A 700-as évektől Gotlandon már nagy számban állítottak rúnaköveket, amiken gyakran képes ábrázolások is megjelentek hajókkal, karddal és pajzzsal felszerelt legénységgel.

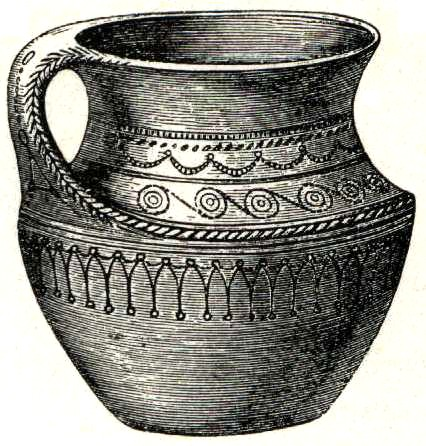
Vaskori agyagedény
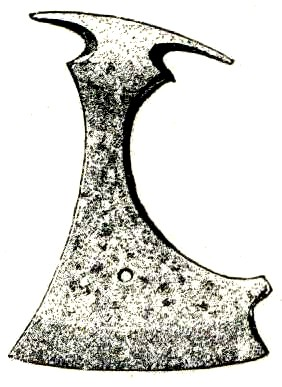
Vaskori harci csákány
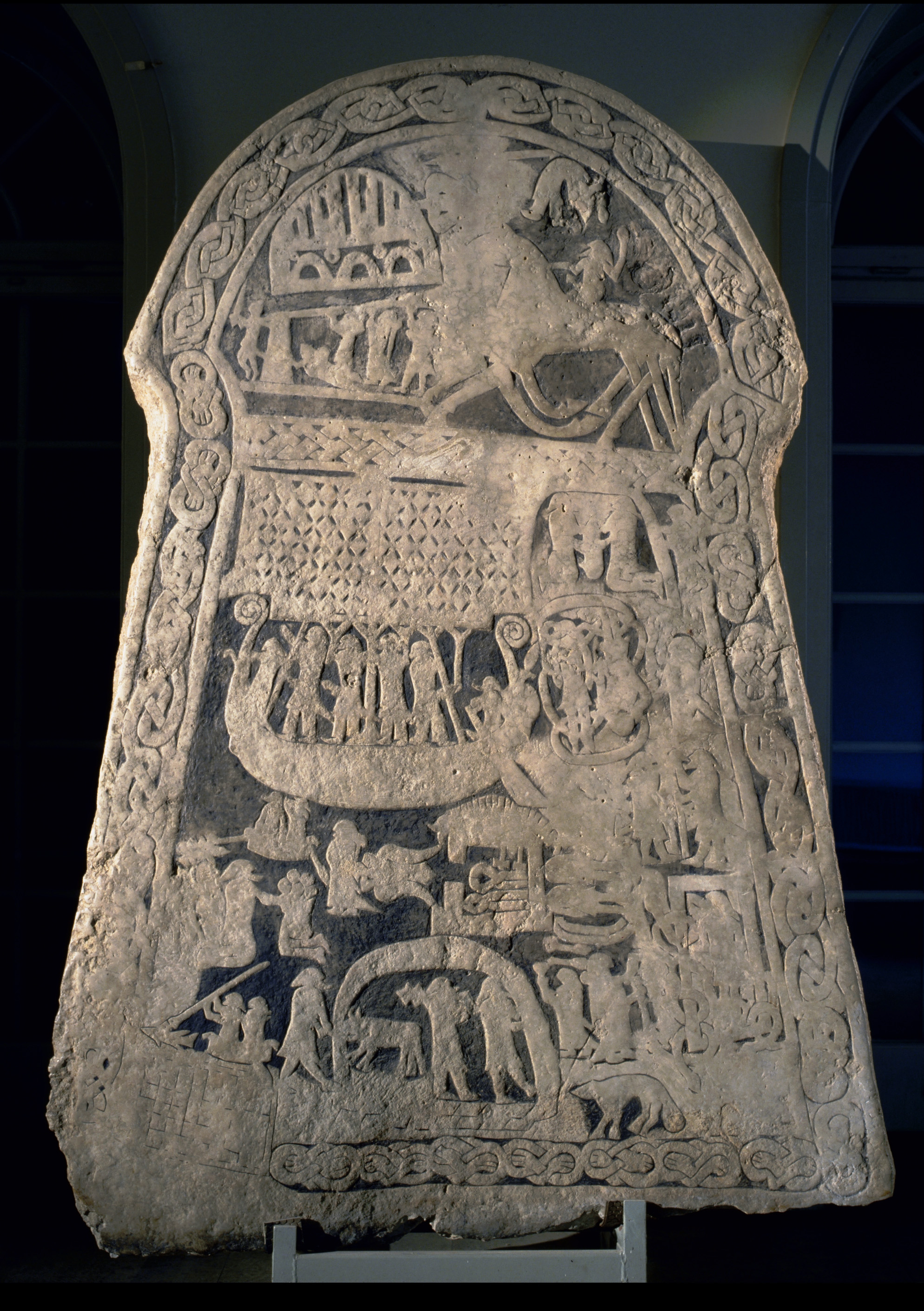
Gotlandi rúnakő, i. sz. 700-800, hajó és harcosok ábrázolásával

Gotland a középkorban természetes átrakóhely volt a kelet-nyugati balti-tengeri hajózásban. A szigeten került elő a környező szláv és skandináv területeken talált összes kora középkori kincslelet (mintegy 240 000 darab érme) több mint a fele, körülbelül 700 lelőhelyről. Ez mutatja a sziget gazdagságát, nagy kereskedelmi forgalmát, de a korabeli ottani élet veszélyességét is, hiszen ezeket az elrejtett kincseket gazdáiknak már nem volt alkalmuk magukhoz venni.
A gotlandi kereskedőknek már a 11. században saját telephelyük volt Novgorodban, majd 1180-ban ott Szent Olafnak szentelve saját templomot is emelhettek. Hasonlóképpen a novgorodi orosz kereskedőknek is volt saját, Szent Miklósnak szentelt templomuk Gotlandon, de telephelyet csak a 13. század közepén létesítettek. A 12. század második felétől egyre több német, elsősorban lübecki, és dán kereskedő érkezett a szigetre. Támogatta őket királyuk, I. Valdemar is, aki részt vett a dán távolsági kereskedők szervezetének, a Szent Knut gildének a megalapításában is. Visby polgársága nagyrészt német volt, döntően Lübeckből és Stralsundból. A város is tagja volt a Hanza-szövetségnek.

## Népesség
A sziget lakossága 60 124 fő. 2007-ben 1957-en telepedtek le itt, míg 2045-en hagyták el a szigetet.
Lakóit gotlanderek néven is emlegetik, svéd nevük Gutar (a gót népnév szinonimája). A szigeten az ún. gotlandi nyelvet beszélik, amely a kihalt ó-gotlandi nyelv mai változata, ez utóbbit ugyanis az óészaki nyelv egyik önálló nyelvjárásaként tartották számon, ma viszont a modern gotlandit a svéd nyelv részének tekintik.

## Közigazgatása
A sziget egyben Svédország egyik megyéje (kb. akkora, mint a magyar Vas vármegye) és ezen belül az egyetlen ottani alapfokú közigazgatási egység, azaz község neve is Gotland. A svéd Gotland tartományhoz a fő szigeten kívül hozzátartozik még Fårö szigete és néhány kisebb sziget.

Gotland megye címere
Gotland község címere
Gotland nem hivatalos zászlaja

## Fordítás
Ez a szócikk részben vagy egészben  a   Gotland című angol Wikipédia-szócikk ezen változatának fordításán alapul.  Az eredeti cikk szerkesztőit annak laptörténete sorolja fel. Ez a jelzés csupán a megfogalmazás eredetét és a szerzői jogokat jelzi, nem szolgál a cikkben szereplő információk forrásmegjelöléseként.